# Supercup van de Sovjet-Unie
De USSR Super Cup was de nationale Super Cup van de Sovjet-Unie.
De wedstrijd werd gespeeld tussen de landskampioen en de winnaar van de USSR Cup. In 1977 werd de eerste editie gespeeld en sinds 1983 werd het een jaarlijkse wedstrijd. Na 1988 werd de Super Cup geschrapt.

## Uitslagen
| Jaar | Winnaar                | Uitslag  | Finalist               | Opmerking                         |
| ---- | ---------------------- | -------- | ---------------------- | --------------------------------- |
| 1977 | Dinamo Moskou          | 1-0      | FC Dynamo Kiev         |                                   |
| 1980 | FC Dynamo Kiev         | 1-1      | Sjachtjor Donetsk      | Dynamo Kiev wint na penalty's 5-4 |
| 1983 | Sjachtjor Donetsk      | 2-1, 1-1 | Dnjepr Dnjepropetrovsk | twee wedstrijden                  |
| 1984 | Zenit Leningrad        | 2-1, 1-0 | Dinamo Moskou          | twee wedstrijden                  |
| 1985 | FC Dynamo Kiev         | 2-2      | Sjachtjor Donetsk      | Dynamo Kiev wint na penalty's 3-1 |
| 1986 | FC Dynamo Kiev         | 1-1      | Torpedo Moskou         | Dynamo Kiev wint na penalty's 5-4 |
| 1987 | Spartak Moskou         |          | FC Dynamo Kiev         | afgelast vanwege het slechte weer |
| 1988 | Dnjepr Dnjepropetrovsk | 3-1      | Metalist Charkov       |                                   |